# Graziana klagenfurtensis
Graziana klagenfurtensis é uma espécie de gastrópode da família Hydrobiidae.
É endémica de Austria.